# Amateur Night
Amateur Night é um filme de comédia norte-americano de 2016, escrito e dirigido por Lisa Addario e Joe Syracuse. Suas primeiras experiências em Hollywood foram a base para o enredo do filme. Amateur Night estreou mundialmente em Los Angeles, em 25 de julho de 2016, e foi lançado em alguns cinemas nos Estados Unidos em 5 de agosto de 2016, pela distribuidora Cinedigm.

## Sinopse
Guy Carter é um arquitecto que, apesar de todos os esforços, não consegue encontrar emprego na sua área. Prestes a ser pai pela primeira vez – e em vias de ficar sem seguro de saúde por falta de pagamento – resolve alargar o âmbito da procura e concorre a um lugar de motorista. Para sua enorme surpresa, mal chega ao lugar da entrevista, percebe de que não está ali propriamente para entregar pizas ao domicílio, mas sim para transportar acompanhantes de luxo. Desesperado por um modo de sustento, ele aceita a proposta: uma noite a seu serviço em troca de dois mil dólares. E é assim que conhece Nikki, Jaxi e Fallon, três prostitutas exigentes e cheias de personalidade que lhe mostram o lado mais atrevido da noite citadina. Os quatro vão acabar por viver momentos hilariantes que provarão algo que neste meio poderia ser considerado inapropriado: que ele está mais do que preparado para enfrentar a tarefa da paternidade.

## Elenco
- Jason Biggs como Guy Carter
- Jenny Mollen como Anne Carter
- Janet Montgomery como Nikki
- Ashley Tisdale como Fallon
- Bria Murphy como Jaxi
- Adrian Voo como Padrinho Dan
- Robert Hoffman como Devon
- Cedric Yarbrough como Zoley
- Steven Weber como Dr. Kurtz
- Eric Siegel como Dr. Siegel
- Rusty Joiner como Cocky Dude
- David J. Phillips como The Bachelor

## Produção
A principio o filme se chamaria "Drive, She Said", acabou sendo alterado, essa foi uma das poucas produções de 2014 a receber um Crédito de Imposto do Estado da Califórnia para filmar em Los Angeles. Em 22 de novembro de 2014, a atriz Ashley Tisdale foi fotografada chegando ao um set em Los Angeles, com um roteiro escrito "Drive, She Said" em mãos. Em 5 de dezembro, o The Hollywood Reporter confirmou o filme e nunciou que a produção havia sido concluída.

## Lançamento
Em janeiro de 2016, foi anunciado que a Cinedigm havia adquirido os direitos de distribuição para o lançamento nos Estados Unidos. Em 5 de maio, a People Magazine anunciou que o filme seria lançado nos cinemas em 5 de agosto e compartilhou o primeiro trailer oficial e o pôster.

Na América do Norte, o filme foi lançado em download digital em 12 de agosto de 2016 e em DVD em 4 de outubro de 2016. Foi lançado no Reino Unido com o nome de "The Escorts" em 12 de junho de 2017.